# سيرجيو بات
سيرجيو فينتشنتسو روبرتو بات (بالإيطالية: Sergio Vincenzo Roberto Padt) (مواليد 6 يونيو 1990) هو لاعب كرة قدم هولندي يجيد اللعب في مركز حراسة المرمى , ويلعب حاليًا لنادي غرونينغن الهولندي.

## بطولات وإنجازات اللاعب
- كأس هولندا: 2014-2015

## روابط خارجية
- سيرجيو بات على موقع الاتحاد الأوربي (الإنجليزية)
- سيرجيو بات على موقع قاعدة بيانات كرة القدم.إي يو (الإنجليزية)
- سيرجيو بات على موقع Soccerbase.com (لاعب) (الإنجليزية)
- سيرجيو بات على موقع Soccerway.com (الإنجليزية)
- سيرجيو بات على موقع عالم كرة القدم.نت (الإنجليزية)
- سيرجيو بات على موقع AS.com (الإسبانية)

- Sergio Padt